# 小杉邦夫
小杉邦夫　1949年3月生まれ。

## 略歴
著作として「ペタルをふんでロンドンへ」赤間が関書房（下関市）がある。

「泰平の谷間の生と死」は1973年~1978年釜ヶ崎の記録写真である。

小杉は24歳の時、友達もいない釜ヶ崎にふらりと立ち寄り、約10年間この地域に住んだ。
地域ではキリスト教会で地域の子どもたちを対象に「子供会」をやったり、地域の日雇い労働者と生活を共にし、食料などの支援活動をした。

そんな中、世間では知らされない釜ヶ崎の厳しい現実、差別問題、労働問題にかかわる。

それと同時に、写真で現実を撮り、報告した。

この写真集は現場の事実を粘り強く追及した7年間の記録だ。

特に、ドヤなどの住環境は自ら一緒に生活しながら記録した写真で、通称、「蚕だな」「棺桶」と呼ばれた狭い部屋の様子、立って半畳ねて一畳のドヤの内部写真などが紹介されている。

また、テント村のある公園に滞在し、「仕事をよこせ」を中心として労働者の生きる権利を主張した。

テント村での行政闘争は約1か月続いた。
日雇い労働者は、テントに立てこもり、くそ爆弾と言う、自らの糞尿をビニール袋に入れ、機動隊に投げつけた。
そんな、闘争記録もある。

小杉はその後、中山邦夫と名を変え、海外取材、紛争地など取材中だ。

2021年　コロナ禍で熊本の実家に帰国中。